# Troy Kepper
Troy Kepper (ur. 22 lipca 1982 r. w Tallahassee) – amerykański wioślarz.

## Osiągnięcia
- Mistrzostwa Świata Juniorów – Zagrzeb 2000 – dwójka ze sternikiem – 2. miejsce[1].
- Mistrzostwa Świata – Gifu 2005 – czwórka ze sternikiem – 2. miejsce[1].
- Mistrzostwa Świata – Poznań 2009 – dwójka ze sternikiem – 1. miejsce[1].